# 푸른 면사포
푸른 면사포(The Blue Veil)는 미국에서 제작된 커티스 번하트 감독의 1951년 영화이다. 제인 와이먼 등이 주연으로 출연하였고 노먼 크라스너 등이 제작에 참여하였다.

## 출연

### 주연
- 제인 와이먼
- 찰스 로튼

### 조연
- 조안 블론델
- 리차드 칼슨
- 아그네스 무어헤드
- 돈 테일러
- 오드리 토터

## 제작진
- 미술: 캐롤 클락
- 미술: 알버트 S. 다고스티노